# North Royalton
North Royalton is een plaats (city) in de Amerikaanse staat Ohio, en valt bestuurlijk gezien onder Cuyahoga County.

## Demografie
Bij de volkstelling in 2000 werd het aantal inwoners vastgesteld op 28.648.
In 2006 is het aantal inwoners door het United States Census Bureau geschat op 29.465, een stijging van 817 (2,9%).

## Geografie
Volgens het United States Census Bureau beslaat de plaats een oppervlakte van
55,1 km², geheel bestaande uit land.

## Plaatsen in de nabije omgeving
De onderstaande figuur toont nabijgelegen plaatsen in een straal van 8 km rond North Royalton.